# Sprawa rodzeństwa Finaly
Sprawa rodzeństwa Finaly była skandalem polityczno-religijnym we Francji bezpośrednio po II wojnie światowej. Dotyczyła braci Roberta i Geralda Finalych, których rodzice zginęli w Auschwitz-Birkenau, jednak przed deportacją zdążyli powierzyć dzieci pod opiekę katolickiej instytucji religijnej. Kiedy opieki nad dziećmi chciała podjąć się ich ciotka, instytucje katolickie konsekwentnie odmawiały wydania chłopców. Trafili oni do swojej rodziny dopiero w 1953 po rozmowach między przedstawicielami Kościoła katolickiego i Konsystorza żydowskiego. 

## II wojna światowa
Fritz i Annie Finaly byli Żydami austriackimi, którzy ukrywali się we Francji po aneksji Austrii przez III Rzeszę. 14 kwietnia 1941 na świat przyszedł ich syn Robert Ruben, a 3 lipca 1942 – Gerard Guedalia. Na początku 1944, obawiając się rychłego aresztowania, małżonkowie poprosili o pomoc swoją znajomą nazwiskiem Poupaert, a ta z kolei oddała dzieci do klasztoru sióstr Notre Dame de Sion w Grenoble. 14 lutego 1944 małżonkowie Finaly zostali zatrzymani przez Gestapo, a następnie wywiezieni do Auschwitz-Birkenau. 
Siostry nie były w stanie zaopiekować się kilkuletnimi dziećmi, więc oddały je byłej uczestniczce ruchu oporu, Antoinette Brun, głęboko wierzącej katoliczce, kierującej żłobkiem w Grenoble. Kobieta ochrzciła dzieci 28 marca 1948. 

## Poszukiwania dzieci
W lutym 1945 Margarete Fischl, siostra Fritza Finaly'ego, zamieszkała na stałe w Nowej Zelandii, zaczęła poszukiwania swoich bratanków, o których wiedziała, że nie zostali wywiezieni. Dotarła do Antoinette Brun, lecz ta odmówiła wydania chłopców. Fischl, przy pomocy swojej siostry Rosner, złożyła skargę do sądu. Po przedłużającym się procesie 29 stycznia 1953 zapadł wyrok nakazujący zwrot dzieci ich ciotkom i aresztowanie Brun w razie odmowy ich wydania. Sprawa została nagłośniona przez rabinów Henriego Schillego i Jacoba Kaplana, pojawiła się również na łamach prasy. Antoinette Brun zdążyła jednak oddać chłopców pod opiekę zakonnic Notre Dame de Sion, a następnie do proboszcza parafii św. Michała Archanioła w Marsylii, wreszcie do gimnazjum katolickiego w Bayonne. 

## Odnalezienie dzieci
Dyrektor gimnazjum rozpoznał dzieci, których zdjęcie widział w gazecie, jednak przed przyjazdem policji księża wywieźli je za granicę z Hiszpanią. Francisco Franco odmówił ich oddania, twierdząc, że obowiązkiem katolickiego kraju jest wychowanie ochrzczonych chłopców w duchu tejże religii. W tym czasie stosunki między francuską wspólnotą żydowską a rządem jeszcze się pogorszyły. Dopiero arcybiskup Lyonu Pierre Gerlier zdecydował się podjąć rozmowy zarówno ze stroną hiszpańską, jak i z rabinem Kaplanem oraz z rodziną dzieci. 6 marca 1953 doprowadził do podpisania porozumienia, w którym Fischl i Rosner zobowiązały się wycofać skargi przeciwko Kościołowi katolickiemu, zaś dzieci miały zostać oddane pod ich opiekę. W czerwcu 1953 dwóch księży hiszpańskich, wbrew stanowisku władz państwowych, wywiozło dzieci do konsulatu francuskiego, skąd trafiły do rodziny. Następnie zamieszkały w Izraelu.

## W filmie
Sprawa rodzeństwa Finaly została przedstawiona w 2007 w filmie dokumentalnym Davida Korna-Brzozy L'affaire Finaly oraz w filmie Skradzione dzieciństwo z 2008. 